# Top Kids
Top Kids – polski tematyczny kanał telewizyjny skierowany do dzieci i młodzieży, emitujący klasyczne seriale animowane. Stacja jest 4 kanałem uruchomionym przez spółkę Michał Winnicki Entertainment. Oprócz tego w Polsce istnieje kanał siostrzany – Top Kids Jr, który rozpoczął nadawanie od 16 kwietnia 2019 roku do 1 września 2019, zastąpiony przez Junior Music.

## Historia
Kanał rozpoczął nadawanie 1 grudnia 2015 roku w dwóch wersjach SDTV i HDTV. Stacja nadaje na podstawie koncesji przyznanej przez KRRiT. Zgodnie z zapisami stacja ma charakter wyspecjalizowany: adresowany do dzieci. Audycje realizujące specjalizację, mają stanowić nie mniej niż 70 proc. miesięcznego czasu nadawania w godz. 6.00–23.00.
Top Kids jest stacją FTA (początkowo bez reklam, dopiero w 2017 roku rozpoczęto ich nadawanie), finansowaną z wpływów z dystrybucji. W przeciwieństwie od większości kanałów dziecięcych nadawanych na polskim rynku, emitujących nowsze produkcje, stacja nadaje wyłącznie seriale animowane z lat 80. i 90. XX wieku, w cyfrowo odrestaurowanych wersjach. Audycje powtórkowe zajmą ok. 90% tygodniowego czasu nadawania programu.
Na dzień 1 kwietnia 2016 r. stacja dostępna jest w wybranych sieciach kablowych i IPTV (Toya, Sat Film, Sat-Mont-Service, Elsat, Jambox i in.).
10 kwietnia 2018 r. rozpoczęła działalność czeska filia Michał Winnicki Entertainment, której zadaniem zostało uruchomienie w Czechach oraz na Słowacji lokalnych wersji kanałów Power TV, Adventure i Top Kids.

## Programy Top Kids

### Seriale animowane
Aktualnie w emisji:

- Bob Budowniczy
- Cocomelon
- Masza i Niedźwiedź
- Power Players - powrót emisji od 3 sierpnia
- Ricky Zoom - emisja do 31 lipca
- Supa Strikas: Piłkarskie rozgrywki
- Strażak Sam

Dawniej w emisji:

- Babar
- Bernard
- Czarnoksiężnik z krainy Oz
- Dennis Rozrabiaka
- Denver – ostatni dinozaur
- Dolina Koni
- Gerald McBoing Boing
- Heidi
- Inspektor Gadżet
- Johnny Test
- Kajtuś
- Little People: Mali odkrywcy
- Łebski Harry
- Malusińscy
- Małgosia i buciki
- M.A.S.K.
- Mia i ja
- Minibods
- Nastolatki z Beverly Hills
- Nowe przygody Madeline
- Oddbods
- Paka z Pniaka
- Peg + Kot
- Pole Position
- Potworek Matma i jego drużyna
- Przygody braci Mario
- Przygody Misia Paddingtona
- Pszczółka Maja
- Rastamysz
- Rodzina Treflików
- Sabrina
- Sonic Underground
- Tata Superbohater
- Teletubisie
- Traszka Neda
- Troskliwe Misie
- Wissper
- Witaj, Franklin
- Załoga Dino
- Zwariowana szkoła Latającego Nosorożca

### Inne programy
- Dzika Kuchnia
- Kołysanki